# Phaeographis malacodes
Phaeographis malacodes är en lavart som först beskrevs av William Nylander och fick sitt nu gällande namn av Alexander Zahlbruckner. 
Phaeographis malacodes ingår i släktet Phaeographis och familjen Graphidaceae. Inga underarter finns listade i Catalogue of Life.